# 2016 na Venezuela
Esta é uma cronologia dos principais fatos ocorridos no ano de 2016 na Venezuela.

## Incumbentes
- Presidente (en): Nicolás Maduro

## Eventos
- 13 de maio – um estado de emergência foi decretado pelo presidente.

### Esporte
5 a 21 de agosto – Venezuela nos Jogos Olímpicos: 87 atletas em 20 esportes.

## Mortes

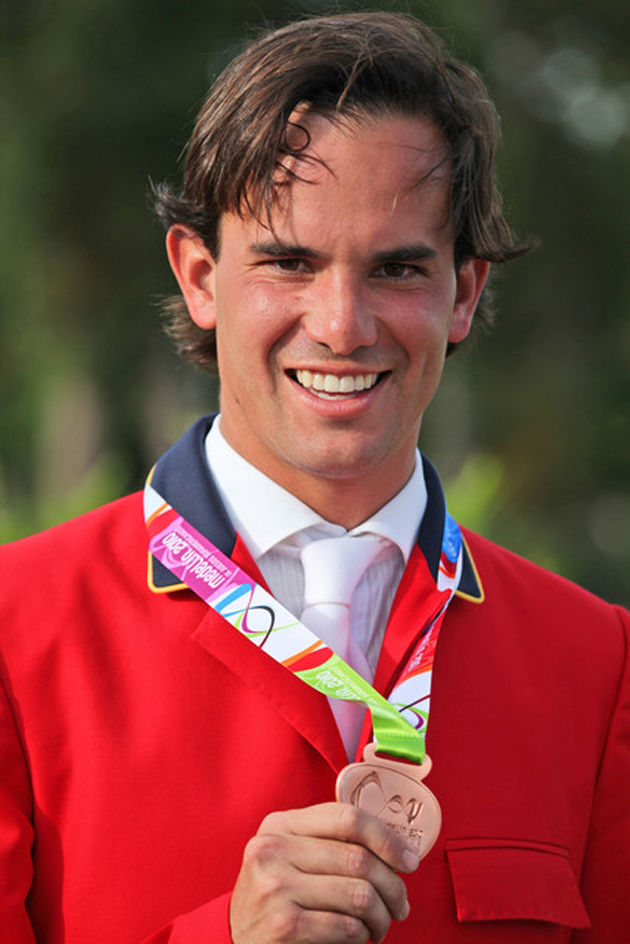
Andres Rodriguez

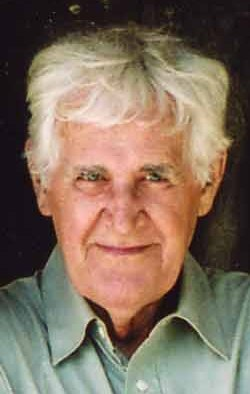
Cornelis Zitman

- 4 de janeiro – Andres Rodriguez, ginete e empresário n. 1984).[1]

- 10 de janeiro – Hernán Gamboa, músico (n. 1946).[2]

- 10 de janeiro – Cornelis Zitman, escultor (n. 1926).[3]

- 18 de janeiro – Pablo Manavello, compositor, guitarrista e cantor (n. 1950).

- 24 de janeiro – Teófilo Rodríguez, criminoso (n. 1971).[4]

- 14 de fevereiro – Peter Bottome, empresário (n. 1937).

- 14 de fevereiro – Anselmo López, tocador de bandola (n. 1934).

- 23 de fevereiro – Luis Alberto Machado, advogado e escritor (n. 1932).

- 4 de março – Ramón Palomares, poeta (n. 1935)

- 22 de maio – Alexis Navarro, político e diplomata (n. 1946).

- 7 de junho – Rubén Quevedo, jogador de beisebol (n. 1979)

- 18 de junho – Susana Duijm, atriz, apresentadora de televisão e rainha da beleza, vencedora do Miss Mundo 1955 (n. 1936)

- 29 de janeiro – Inocente Carreño, compositor (n. 1919).

- 2 de julho – Carlos Morocho Hernández, pugilista profissional e campeão mundial (n. 1940).

- 5 de julho – Alirio Díaz, violonista e compositor (n. 1923).

- 17 de julho – Aníbal José Chávez Frías, político (n. 1957).

- 1 de agosto – Oscar Celli Gerbasi, político (n. 1946).

- 7 de agosto – Rodolfo Camacho, ciclista (n. 1975).

- 23 de agosto – Mercedes Pulido, político e diplomata (n. 1938).

- 6 de setembro – Alfredo Peña, jornalista e político (n. 1944).

- 18 de novembro – Kervin Piñerua, jogador de voleibol (n. 1991).

- 24 de novembro – Luis Miquilena, político (n. 1919).

- 25 de novembro – Bernardo Álvarez Herrera, diplomata (n. 1956).